# Дом Стрелкового общества

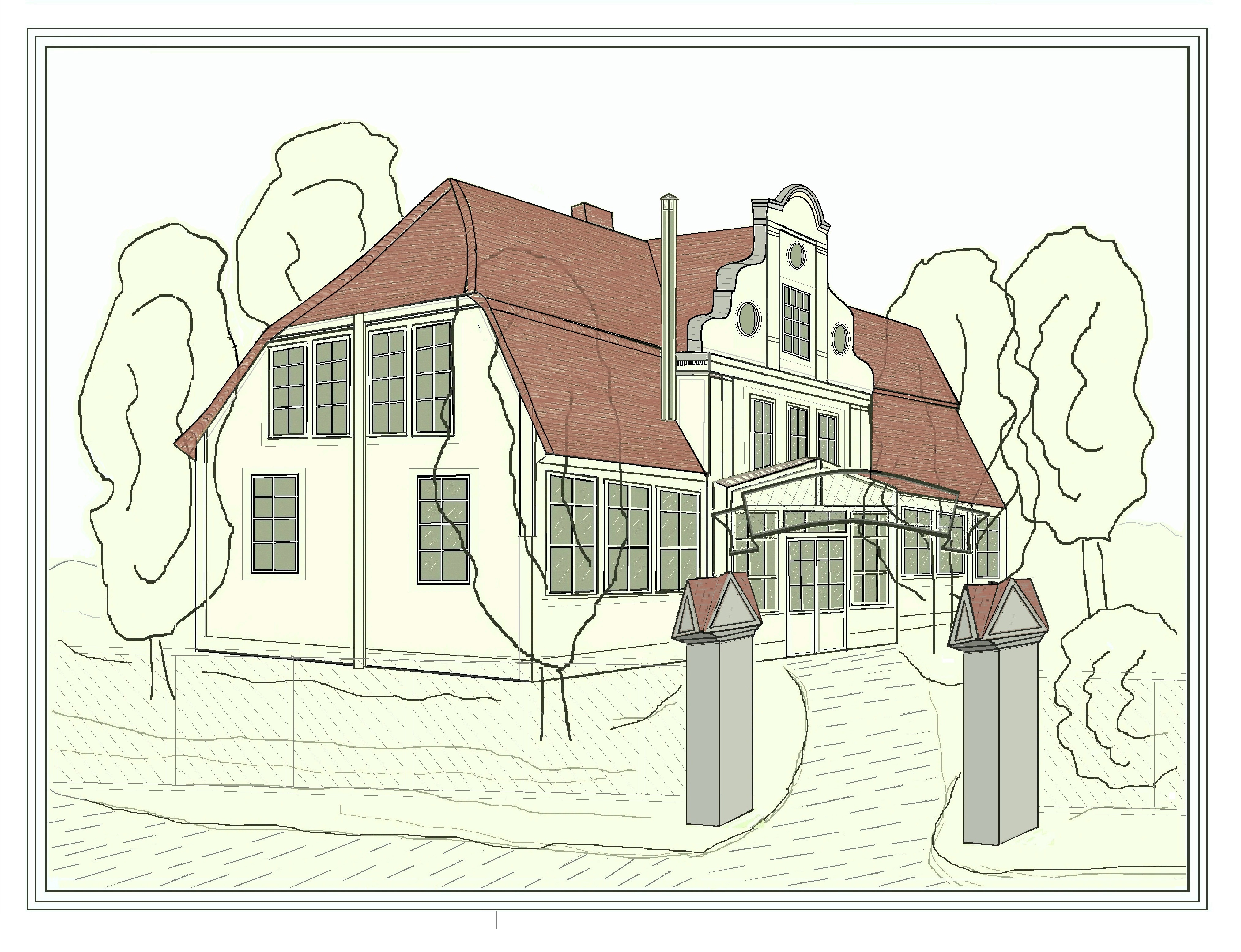
Дом Стрелкового общества-первая резиденция Наполеона в Тильзите (1807). Рисунок.

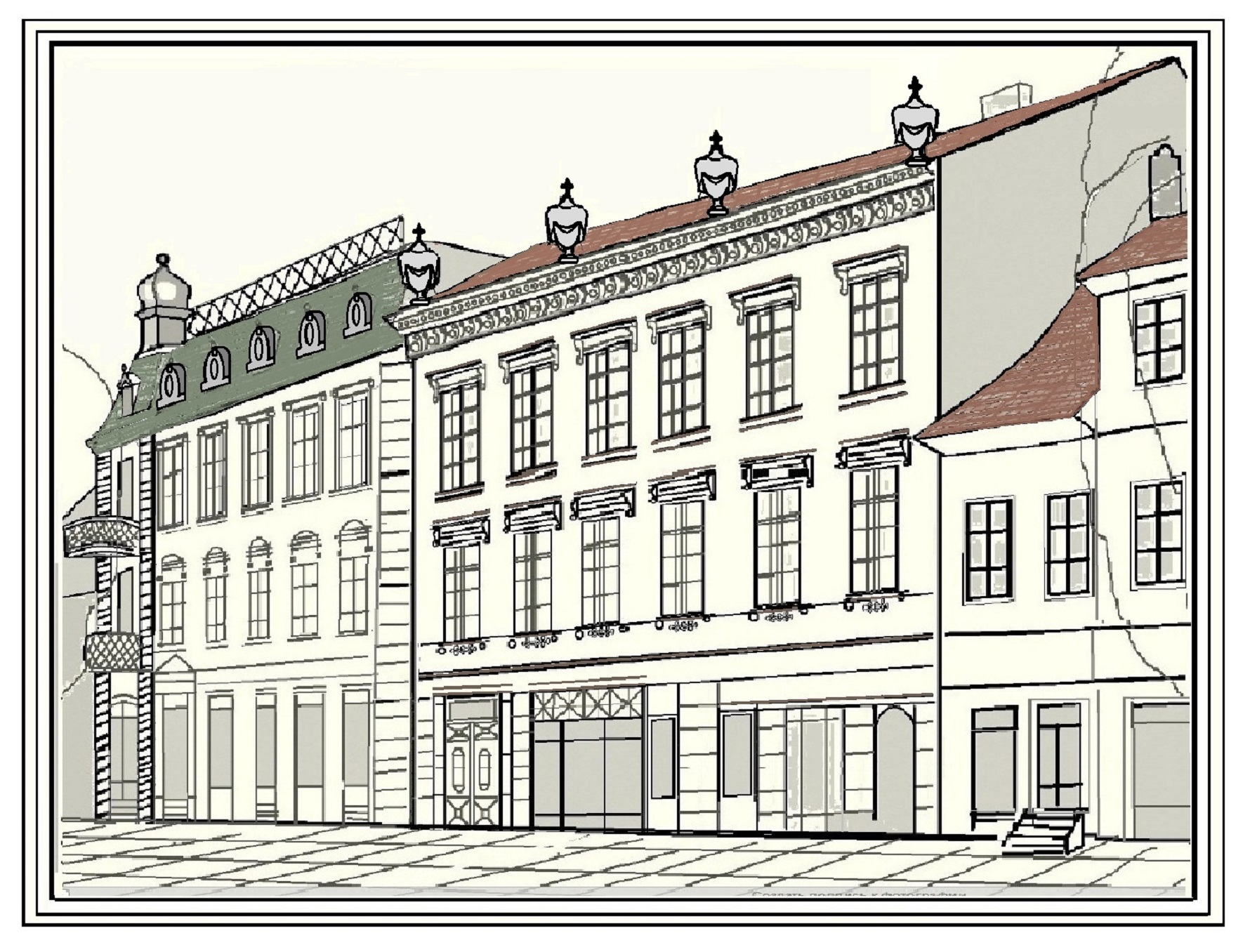
Дом на Дойчештрассе, вторая резиденция Наполеона в Тильзите. Рисунок.

Дом Стрелкового общества — утраченная достопримечательность Тильзита, первая резиденция Наполеона в 1807 во время  проведения переговоров и подписания Тильзитского мирного договора между Россией и Францией.
Дом в стиле барокко находился в Тильзите (ныне — Советск) по улице Балльгарденштрассе  принадлежал  советнику Кёллеру,  в последствии в нем размещался союз стрелков, (сейчас — улица Суворова). Со двора усадьбы можно было пройти в парк, раскинувшийся на берегу Мельничного пруда.  Дом Стрелкового общества  не сохранился, но сохранились кирпичные пилоны ворот (55°04’35.8" с. ш. 21°54’21.8" в. д.).      Из этого особняка Наполеон переехал в более просторную резиденцию на Дойчештрассе 24 - дом судебного советника Э. Зира ( сейчас- ул. Гагарина), в котором состоялась встреча Наполеона с королевой Пруссии Луизой.
В Тильзите 7 июля 1807 был подписан Тильзитский мирный договор между Россией и Францией  (Александр I и Наполеон), другой Франко-прусский договор  был подписан 9 июля 1807 между Наполеоном  и королем Пруссии Фридрихом Вильгельмом III.
Тильзит — прежнее (до 1945 года) название города Советск в Калининградской области России.